# Đurađ II. Balšić

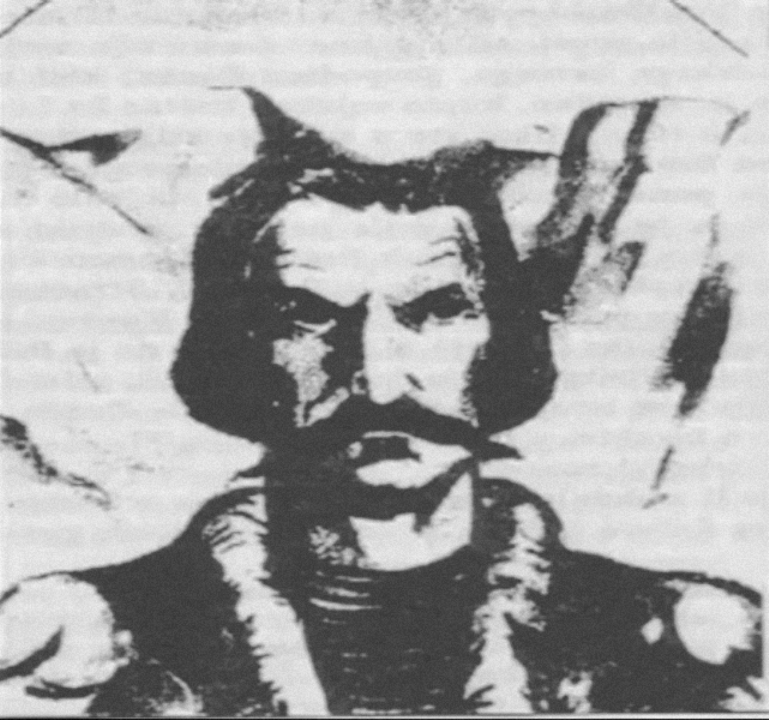
Đurađ II Balšić

Đurađ II. (zu dt. Georg) Stracimirović Balšić, (albanisch Gjergj Balsha II; bl. 1385; † 1403) aus dem Adelsgeschlecht der Balšići war von 1385 bis 1403 Fürst von Zeta.

## Herkunft

Ungefähres Aussehen des Emblems auf dem Dinar von Đurađ I. Balšić

Wappen der Herren von Les Baux

Die Herkunft der Balšići (auch Balsha oder Balsa) ist unklar. Nach Aussage der Balšić selbst wäre ihre Herkunft mit der der Nemanjić verbunden.
Die Hypothesen über die Herkunft der Balšići sind vielfältig. Um nur einige zu nennen: Laut dem ragusanischen Geschichtsschreiber Mavro Orbini (1601) stammten die Balšići von Balsa, einem „sehr armen Herr von Zenta“ ab.
Laut dem französischen Historiker Charles du Fresne (1680) seien die Balšići französischer Abstammung, da sie das Wappen der aus der Provence kommenden Les Baux hätten: ein goldener Stern in einem roten Feld. Sie wären mit Karl I., König von Sizilien (1266–1282) nach Italien gekommen, wo sie den Nachnamen Del Balzo angenommen hätten. So hätten sie mit den Anjou die Adria überkehrt als diese 1272 „nach Dalmatien vordrangen und Durazzo und andere benachbarte Städte eroberten“ und Karl I. das Regnum Albaniae proklamierte.
Von Professor Giuseppe Gelcich aus Ragusa (1899) erfährt man, dass die „Balša bereits 1304 als Magnaten des serbischen Hofes verzeichnet wurden als Matteo, Botschafter der Königin aus Bar [wahrscheinlich Simonida], sich in Ragusa aufhielt“.
„Als Ahnherr der Balša erscheint Balša I., wohl ein Feldherr von Dusan's und der identisch mit jenem Balsa Barinič Bivolitschič den Uroš 1357 neben Triphon Bua zum Herrn von Meleda ernannte.“ (1868)
Während der deutsche Historiker Edgar Hösch die Balšići als einheimische albanische Familie erwähnt, die nach 1355 politische Macht erlangten, war diese Familie laut dem deutschen Historiker Peter Bartl „wahrscheinlich serbischer Herkunft“. Der englische Historiker und Akademiker Noel Malcolm betrachtet die Balšići albanischer Abstammung, kulturell aber stark „serbisiert“.

## Leben

Zeta (rot) zur Zeit von Đurađ II.

Đurađ II. war der Sohn von Stracimir und der Enkel von Balša I. Als sein Vater Stracimir 1373 starb, wurde Đurađ von seinen beiden Onkeln Đurađ I. und Balša II. zum Mitregenten über Zeta, Skadar und die anderen Herrschaften der Familie angenommen. Als 1379 auch Đurađ I. starb, machte sich Balša II. zum Alleinherrscher, indem er Đurađ II. im Kerker verschwinden ließ. Er kam erst nach dem Tod des Onkels 1385 frei und konnte dessen Nachfolge als Fürst in der Zeta und Nordalbanien antreten; die Herrschaften im Süden Albaniens konnte er dagegen nicht behaupten.
Als „Gläubiger Christi und absoluter Herr der ganzen Zedda und der Küstenländer“ konnte Đurađ II. die dominierende Stellung seiner Familie in der Region nicht behaupten. Die kleineren Feudalherren Nordalbaniens sagten sich von ihm los und herrschten selbstständig auf ihren Besitzungen. Aus dem Norden wurde er vom bosnischen König Tvrtko I. bedrängt, der sich der Hafenstadt Kotor bemächtigen wollte. So blieb ihm im Wesentlichen das Gebiet um den Skutarisee und die nahe gelegene Adriaküste. Seine Residenz schlug Đurađ II. in Ulcinj auf und sein Gebiet reichte von Budva, Bar, Ulcinj, Shkodra, Drisht bis Lezha.
Um seine Position zu festigen, akzeptierte Đurađ II. bis 1387 die osmanische Vasallität.

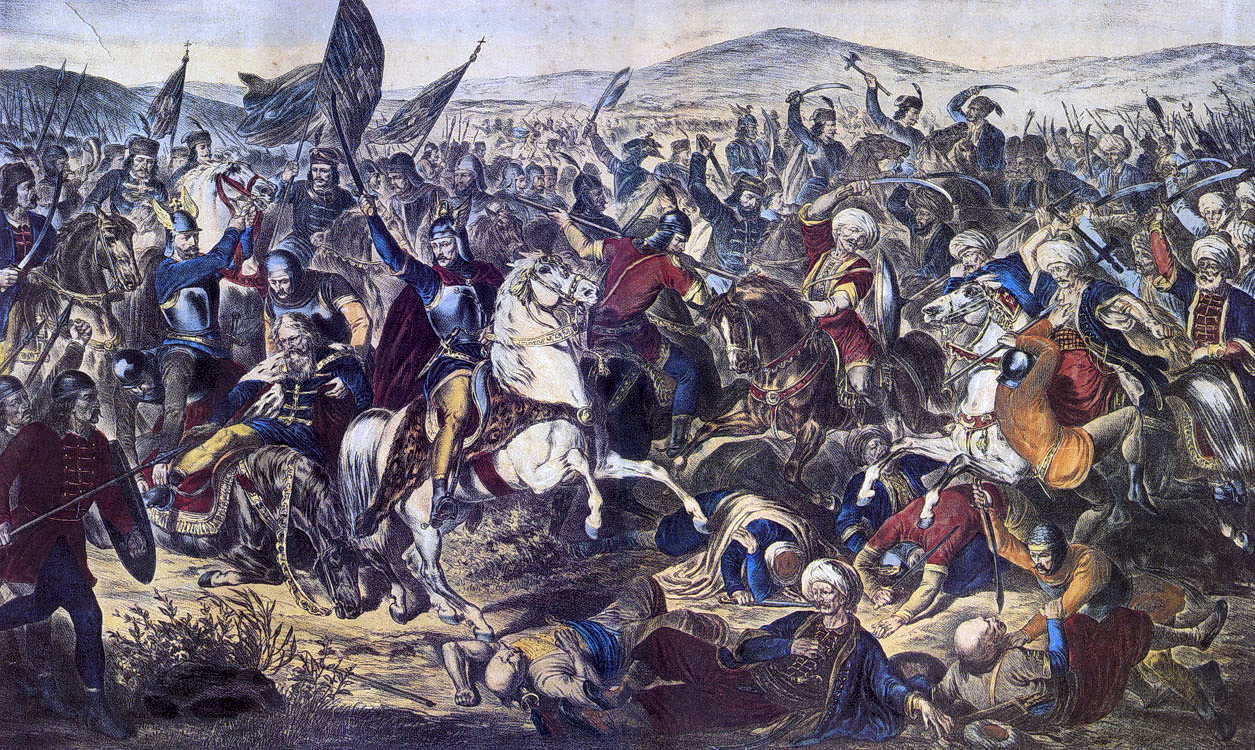
Schlacht auf dem Amselfeld von Adam Stefanović, Öl auf Leinwand, 1870

Am 27. Januar 1386 wurde sein venezianisches Patriziat erneuert. Noch im selben Jahr anerkannte Đurađ II. Balšić die Oberherrschaft des Fürsten Lazar Hrebeljanović von Raszien und bat um die Hand seiner Tochter Jelena (oder Elena; † März 1443).
1389 unterstützte Đurađ II. seinen Schwiegervater Lazar Hrebeljanović im Krieg gegen die Osmanen (Schlacht auf dem Amselfeld). Der Tod beider Heerführer (Lazar Hrebeljanović, Murad I.) beendete die Schlacht ohne eindeutigen Sieger; machte die Schlacht auf dem Amselfeld aber zum serbischen Mythos.
Als Papst Bonifatius IX. den Herrn von Durrës – Georg Thopia – am 13. April 1391 für abgesetzt erklärte, weil dieser sich mit dem Gegenpapst von Avignon eingelassen hätte, wurde die Stadt seinem Cousin Đurađ II. Balšić übertragen. Bonifatius IX. drängte Đurađ II., die Stadt zu unterwerfen und sie zum Gehorsam der römischen Kirche unterzuordnen, was ihn in Bedrängnis brachte, da er bei diesem Unterfangen völlig isoliert war, was es ihm unmöglich machte, seiner Familie das herzogliche Diadem von Durrës zurückzugeben, dessen sich sein Onkel, Balša II., wenn auch nur kurz (1385), rühmte.

Oberzeta im 15. Jahrhundert

In einem Konflikt mit den Osmanen wurde Đurađ II. Balšić von Pascha Yiğit Bey (Sandschakbey von Skopje) gefangen genommen und Radič Crnojević, der Herr von Oberzeta (das Gebirgsmassiv nördlich von Podgorica) besetzte daraufhin die Umgebung von Kotor und erklärte sich selbst zum „Herr von Zeta, Budva usw.“. Đurađ II. wurde erst freigelassen, als er sich bereit erklärte, Shkodra an sie abzutreten. Für drei Jahre regierte auf der Burg der osmanische Befehlshaber Schähin als Đurađ II. Balšić Shkodra zurückeroberte (Oktober 1395). Da Đurađ befürchtete, die Burg nicht gegen die Osmanen verteidigen zu können, bot er sie mit den Gebieten von Shkodra und Drisht im Dezember 1395 den Venezianern an. Die Verhandlungen zogen sich in die Länge, so dass Đurađ II. im Januar 1396 der Republik Venedig seinen gesamten Besitz an und erklärte sich gleichzeitig bereit, mit seiner Frau und seinen Kindern in die Hauptstadt der Republik zu ziehen.
Am 14. April 1396 verzichtete Đurađ II. zugunsten der Republik Venedig auf die Stadt und die Burg von Shkodra und alles was um den Skutarisee dazugehörte und entlang der Buna, sowie auf alle Städte, Burgen und Gebiete von Drisht, Sati und Dagnum, wobei er sich und seinen Erben nur die sogenannte Zaboiana vorbehielt.
Durad II. starb an den Verletzungen, die er 1402 in der Schlacht von Tripolje erlitten hatte. In dieser Schlacht unterstützte er Stefan Lazarević bei dem Versuch, den Thron des serbischen Despotats vor dem osmanischen Vasallen Durad Brankovic zu schützen.

## Nachfolge
Đurađ II. heiratete 1386 Jelena († März 1443), eine Tochter des Fürsten Lazar von Raszien. Das Paar hatte einen Sohn, Balša III., der dem Vater in der Herrschaft nachfolgte.